# 크림 공화국의 기

크림 자치 공화국(또는 크림 공화국)의 국기 비율 1:2

크림 자치 공화국 또는 크림 공화국의 국기는 1999년 4월 21일에 제정되었다. 파란색, 하얀색, 빨간색 세 가지 색의 가로 줄무늬가 그려져 있다.

## 역대 국기

크림 칸국의 국기
크림 인민공화국
크림 인민공화국 탐가 상징기
타브리다 소비에트 사회주의 공화국
크림 지방정부

## 같이 보기
- 크림 공화국의 문장
- 우크라이나의 국기
- 세르비아 몬테네그로의 국기